# Jürgen Niggemann
Jürgen Niggemann (* 4. Januar 1962; † 3. September 2024) war ein deutscher Fußballspieler.

## Karriere
Von 1985 bis zu seinem Karriereende 1998 spielte er für den SC Fortuna Köln und bestritt insgesamt 357 Zweitligaspiele, in denen er 18 Tore erzielte. Hinzu kommen 25 Partien im DFB-Pokal (4 Tore). In der Jugend spielte Niggemann beim sauerländischen Verein TSV Bigge-Olsberg, bevor er von 1982 bis 1985 zum 1. FC Bocholt in die Oberliga Nordrhein wechselte und dort 1983/84 Meister wurde. Mit seinen 357 Einsätzen für Fortuna Köln gehört Jürgen Niggemann zu den Rekordspielern der 2. Fußball-Bundesliga. In seiner ersten Saison bei den Kölnern 1985/86 hätte er mit dem Verein beinahe den Aufstieg in die Fußball-Bundesliga erreicht. In der Relegation setzte sich jedoch Borussia Dortmund im dritten Entscheidungsspiel mit 8:0 durch. 1988/89 erreichte der Abwehrspieler mit den Fortunen noch einmal den 4. Platz in der 2. Bundesliga. Jürgen Niggemann bestritt am 7. Juni 1998 gegen Eintracht Frankfurt sein letztes Spiel für den SC Fortuna Köln.